# Eugnathides
Eugnathides is een geslacht van uitgestorven straalvinnige beenvissen dat leefde van het Oxfordien tot het Vroeg-Tithonien van het Laat-Jura in het gebied van het huidige Cuba.
In 1923 benoemde William King Gregory de typesoort Eugnathides browni. De geslachtsnaam betekent 'gelijkend op Eugnathus', waarbij de vis bedoeld wordt die tegenwoordig Furo heet. De soortaanduiding eert Barnum Brown die het fossiel als verzamelaar voor het American Museum of Natural History ontdekte in Pinar del Rio, een mijl ten oosten van Constancia.
Het holotype is AMNH 7937. Het bestaat uit een platgedrukte kop.
Volgens Gregory was het een vis van aanzienlijke omvang. Het fossiel is een voet lang. De onderkaken zijn relatief robuust en achteraan hoog. De tanden op de onderkaak staan dicht opeen en zijn robuust, iets naar binnen gekromd zonder inkeping aan de basis. Hun breedte aan de basis is vier millimeter. Het hyomandibulare is groot en naar achteren gericht. De borstvinnen hebben fijn verdeelde vinstralen. De schubben zijn zeer klein. De botwand van de onderkaak is bezet met rijen minuscule bultjes die doorlopen in vezelachtige structuren van het botweefsel.
Gregory plaatste Eugnathides in een eigen Eugnathidae.
Volgens Gregory was Eugnathides een roofvis.